# کلاوس دیتریش فلاده
کلاوس دیتریش فلاده (به انگلیسی: Klaus-Dietrich Flade) فضانورد اهل کشور آلمان است که در ۲۳ اوت ۱۹۵۲ میلادی در بوده‌سیم زاده شد. وی در مأموریت سایوز تی‌ام-۱۴، سایوز تی‌ام-۱۳ حضور داشته است.